# Ключ к жизни
«Ключ к жизни» («После гибели: ангелы не спят», англ. «In the aftermath: angels never sleep») — совместный австралийский и японский кинофильм Карла Колперта, вышедший на экраны в 1989 году. Экранизация произведения, автор которого — Мамору Осии.

## Сюжет
Земля пережила ядерную войну. Немногие остались в живых. Погибшая флора и фауна, заражённая почва — Земля отныне ад. Выжившие сражаются за воду и кислород. Но у людей появляется шанс: из далекого космоса на Землю является девочка-ангел. Она готова помочь, она может вернуть Земле жизнь. Только готовы ли люди к приходу ангела?

## В ролях
- Тони Маркес — Франк
- Рейнбоу Долан — Ангел
- Кеннет МакКейб — Гус
- Куртис Тэвис — Солдат